# 管弦楽付きピアノ音楽

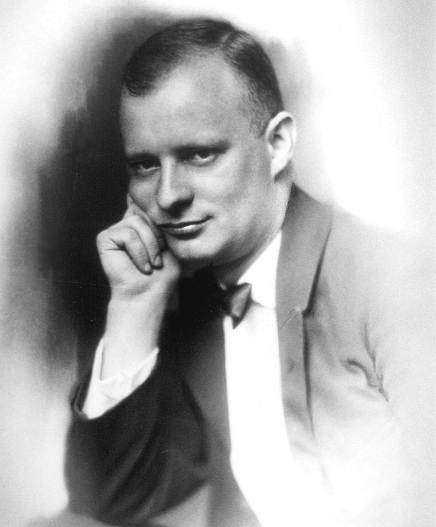
パウル・ヒンデミット、1923年。

『管弦楽付きピアノ音楽』（ドイツ語: Klaviermusik mit Orchester）作品29 は、パウル・ヒンデミットが1923年に作曲したピアノ協奏曲。『左手ピアノのみ』（Klavier nur linke Hand）と付記されており、左手のためのピアノ協奏曲となっている。第一次世界大戦で右腕を失ったピアニストであるパウル・ヴィトゲンシュタインの委嘱作品である。ヴィトゲンシュタインは本作を演奏することなくこの世を去っており、彼の死後未亡人が総譜の閲覧を拒んでいた。初演はその未亡人の死後の2004年に、レオン・フライシャーの独奏、サイモン・ラトル指揮、ベルリン・フィルハーモニー管弦楽団によってベルリンにおいて行われた。楽譜はショット社から出版された。

## 背景
ヒンデミットはパウル・ヴィトゲンシュタインの委嘱により1923年に本作を作曲した。パウルとその弟で哲学者のルートヴィヒは、ウィーンの裕福な実業家の家庭の出身であった。パウルは第一次世界大戦で右腕を失っていた。キャリア継続のため、彼は楽曲の左手用編曲を行い、また1920年代に一流作曲家たちに左手ピアノ用の作品を委嘱したのであった。彼が排他的使用権を有するとされたそうした作品には、ブリテンの『ディヴァージョンズ』、コルンゴルトの左手のためのピアノ協奏曲、ラヴェルの左手のためのピアノ協奏曲、プロコフィエフのピアノ協奏曲第4番、フランツ・シュミットの作品群、リヒャルト・シュトラウスの『家庭交響曲余録』、『パンアテネの大祭』などがある。

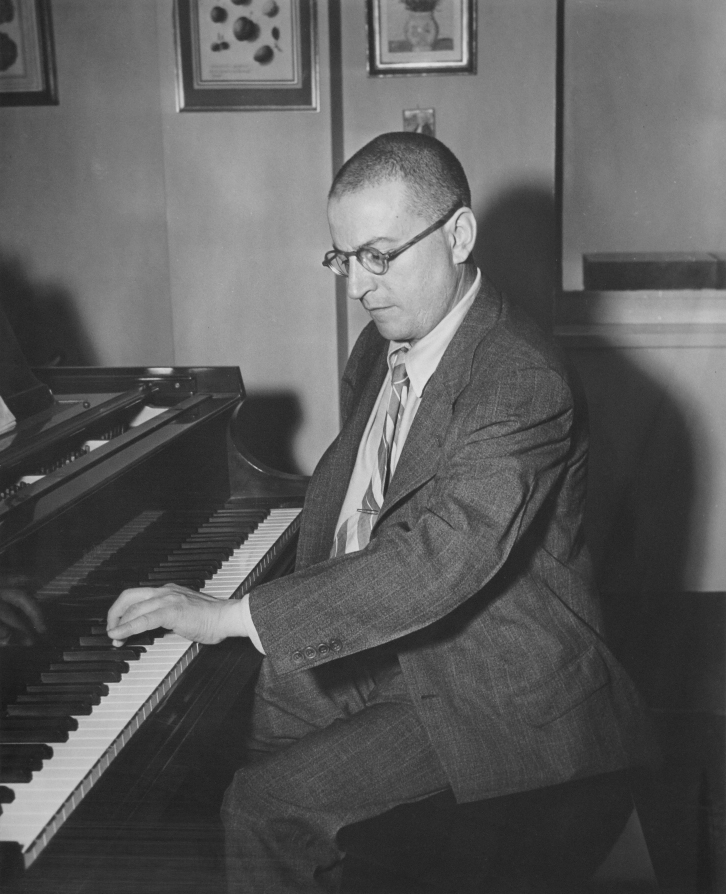
ピアノに向かうパウル・ヴィトゲンシュタイン。

ヒンデミットは新即物主義の有望な若手作曲家であると目されていた。短編オペラの『殺人者、女達の望み』と『ヌシュ＝ヌシ』が1921年にシュトゥットガルト州立歌劇場で初演されており、彼は『室内音楽』と題した協奏曲集の作曲に取り掛かっていた。彼のもとにヴィトゲンシュタインからの委嘱が届いたのは1922年の暮れではないかと思われる。フランクフルトで市を囲む外壁の側防塔を住居としていた、元々貧しい生まれの作曲家であったヒンデミットに対し、委嘱によりもたらされたのは1,000米ドルであった。1923年5月に本作をはじめて書簡で送付した際に同封されたメモ書きに、彼はこう記している。
貴方の作品の最終の3つの楽章を同封し、楽譜をよくお調べになった後には貴方の動揺が治まることを願っています。曲は単純で、全く問題とはなりませんし、少ししたら貴方にもお楽しみいただけるものと確信しています（はじめはぞっとするかもしれませんが、それでも大丈夫です）。ともかく、作品をご理解いただけるのは間違いありませんが - 何か疑念を持たれた場合には、私がいつでも正確な情報をご提供すべくそこにおりますので。
1923年にヒンデミットから最終稿が届けられると、ヴィトゲンシュタインは支払い義務を履行した。しかし、彼はこの曲のことを好ましく思わず、一度も演奏することはなかった。ヴィトゲンシュタインが1961年に他界して排他的演奏権は消滅したが、未亡人が総譜を他人の目に触れさせないようにした。彼女が2001年にこの世を去ってはじめて、遺言執行者によって楽譜はスイスのヒンデミット財団が使用可能な状態に置かれることになる。調査の結果これが作曲者自身による手稿譜でないことが明らかとなったが、その手書きの写譜の作者は不明である。第2楽章から第4楽章までの現存するヒンデミットの短いスケッチとの比較により、これが本作の最も状態の良い資料であることが確認された。一方、ヒンデミットによる自筆譜も、彼がヴィトゲンシュタインに送付した楽譜も散逸したと考えられている。ショット社はヴィトゲンシュタインの地所から得られた写譜に、ヒンデミットのスケッチに基づく校訂を施した版を2004年に出版している。
この版を使用し、2004年12月9日にレオン・フライシャーの独奏、サイモン・ラトル指揮、ベルリン・フィルハーモニー管弦楽団によって本作の初演が行われた。神経性の疾患によって長年にわたって右手の自由を失っていフライシャーは、ヴィトゲンシュタインが委嘱した作品を数多く演奏してきていたのである。2005年10月2日には、フライシャーはヘルベルト・ブロムシュテット指揮、サンフランシスコ交響楽団と共にアメリカ初演も行っている。
初演後、ヴィトゲンシュタインが用いたピアノパートと管弦楽総譜が、バーゼル出身の国民的経済学者アルトゥール・ヴィルヘルム（1899年-1962年）の自筆譜コレクションから発見された。楽譜の取得年は未詳となっている。この自筆譜にはヴィトゲンシュタインが書き入れた指番号が残されていることから、彼が作品を拒絶したのは受領後すぐのことではなく、譜読みを進めてからであったことがわかる。この資料はパウル・ザッハー財団へと移転され、研究用途に使用可能となっている。

## 楽器編成
ピアノ独奏、フルート2（第2奏者はピッコロ持ち替え）、オーボエ2、コーラングレ、クラリネット（E♭）、クラリネット2（A、B♭）、ファゴット2、ホルン2（F）、トランペット（C）、トロンボーン3、ティンパニ、4人の打楽器奏者、弦五部。

## 楽曲構成
4つの楽章で構成されており、間を開けずに続けて演奏される。
1. Einleitung – Mäßig schnelle Halbe
2. Sehr lebhafte Halbe
3. Trio, Basso ostinato – Langsame Viertel, nur sehr wenig Ausdruck.
4. Finale – Bewegte Halbe

作曲は第2楽章から開始された。活発な2/2拍子であり、1923年2月22日に完成している。第3楽章であるバッソ・オスティナート付きのトリオは、緩やかな4/4拍子で書かれており「少ない表情で」と指定されている。これは2月27日に書き上げられた。動きのある2/2拍子の終楽章は4月に完成した。最後に仕上げられたのは第1楽章である。穏やかな2/2拍子による序奏であり、完成は5月24日であった。演奏時間は約16分、約18分、約20分、と幅がある。
両端楽章はヒンデミットの「耳障りな初期モダニズムを最良の形で」表出していると評される。緩やかなトリオはまるで室内楽のようで、最初の2つの楽章を合わせたよりも長い。ピッツィカートのバスがオスティナートを刻む上でピアノが木管楽器の独奏に対比され、ある評論家はこれをバッハとブルースを合わせたようだと述べた。『グラモフォン』紙の評論家はフィナーレを「盛んにおしゃべりする」と表現している。
全体としてピアノは旋律的というより装飾的に使用され、ピアノ音楽における一般的な左手の役割に沿ったものとなっている。本作にはバロックの協奏曲に通じるところがあり、「ジャズの影響とユーモラスなタッチを交えた」新バロックであると評される。

## 初録音
初録音はフライシャーが独奏者となり、クリストフ・エッシェンバッハの指揮するカーティス交響楽団とともに2009年に実施された。並録はドヴォルザークの交響曲第9番で、これはカーティス音楽院の学生と教員から成る管弦楽団によって2008年4月27日にフィラデルフィアのヴェライゾン・ホールで行われた演奏会の模様を収録したものである。